# Karang Malang (Gebog)
Karang Malang is een bestuurslaag in het regentschap Kudus van de provincie Midden-Java, Indonesië. Karang Malang telt 8399 inwoners (volkstelling 2010).